# بسام
بسام با نام اصلی شیخ مولای احمد (عربی: شيخ مولاي أحمد؛ زادهٔ ۴ دسامبر ۱۹۸۷) بازیکن فوتبال اهل موریتانی است.
از باشگاه‌هایی که در آن بازی کرده‌است می‌توان به باشگاه فوتبال الانصار لبنان، باشگاه فوتبال القبائل، و باشگاه فوتبال قسنطینه اشاره کرد.
او همچنین در تیم ملی فوتبال موریتانی بازی کرده‌است.